# تپه ناقارا
تپه ناقارا مربوط به سدهٔ ۵ تا ۱۰ ه‍.ق است و در شهرستان میانه، بخش مرکزی، روستای گلوجه خالصه واقع شده و این اثر در تاریخ ۱۰ خرداد ۱۳۸۲ با شمارهٔ ثبت ۸۷۴۶ به‌عنوان یکی از آثار ملی ایران به ثبت رسیده‌است.